# Letícia Santos
Letícia Santos de Oliveira (Atibaia, São Paulo, Brasil; 2 de diciembre de 1994) es una futbolista brasileña. Juega como defensora en el Eintracht Fráncfort de la Bundesliga Femenina de Alemania. Es internacional con la selección de Brasil.

## Trayectoria
En 2007, Santos inició su formación en la Big Soccer Escola de Futebol, y en 2014 comenzó su carrera profesional en los equipos juveniles del Palmeiras, Bangu AC, Santos FC, XV de Piracicaba y Kindermann. Después de unos cuatro meses, dejó el Piracicaba y se unió al São José EC. El 8 de enero de 2015, dejó Brasil para incorporarse al Avaldsnes IL de la Toppserien de Noruega.
El 16 de enero de 2017, Santos fichó por el SC Sand alemán de la Bundesliga Femenina. Marcó su primer gol en la liga el 30 de septiembre de 2018, abriendo el marcador en la victoria por 5-0 contra el Borussia Mönchengladbach. Para la temporada 2019-20, se unió al FFC Fráncfort, equipo que en julio de 2020 se fusionó con el Eintracht Frankfurt masculino, tomando su nombre y convirtiéndose así en su sección femenina.

## Selección nacional
Santos jugó para la selección sub-20 de Brasil, participando en el Mundial Sub-20 de 2014 en Canadá.
Debutó en la selección mayor el 9 de abril de 2017, en una victoria amistosa por 6-0 ante Bolivia.

## Estadísticas

### Clubes
| Club                | País     | Año             |
| ------------------- | -------- | --------------- |
| XV de Piracicaba    | Brasil   | 2014            |
| São José            | Brasil   | 2014            |
| Avaldsnes IL        | Noruega  | 2015 - 2016     |
| SC Sand             | Alemania | 2017 - 2019     |
| Eintracht Fráncfort | Alemania | 2019 - presente |

## Palmarés

### Títulos internacionales
| Título                | Equipo   | Sede     | Año  |
| --------------------- | -------- | -------- | ---- |
| Copa Libertadores     | São José | Brasil   | 2014 |
| Copa América Femenina | Brasil   | Colombia | 2022 |

(*) Incluyendo la Selección